# La filla del Carmesí
La filla del Carmesí és un poema dramàtic en tres actes, original de Josep Maria de Sagarra, estrenat al teatre Novetats de Barcelona, el 5 d'octubre de 1929.

## Repartiment de l'estrena
- la filla del Carmesí: Pepeta Fornés
- Francisca Delicada: Emília Baró
- Marta: Maria Morera
- l'Hostalera: Teresa Gay
- la Pinsana: Dolors Peris
- la Rosa del Perdut: Enriqueta Arimany
- Calàndria: Maria Teresa Gay
- Guillem de cal Bandoler: Joaquim Torrents
- el Pastor: Antoni de Gimbernat
- el Carmesí: Evelí Galceran
- Bocamoll: Just Gómez
- el Cavaller de Rupià: Domènec Aymerich
- Salabret: Antoni Martí
- Guinardell: Pere Gener
- Pere de l'Hostal: Josep Soler
- Fra Sebastianet: Ramon Banyeres
- l'Embruixat de Campins: Francesc Ferràndiz.